# Testicond
Testicond (lat: condere: verbergen) is een zoölogische uitdrukking met betrekking tot de testes.
De meeste zoogdieren hebben niet-testiconde testikels, die opgeborgen liggen buiten de lichaamsholte in het scrotum.
Sommige zoogdieren, zoals de olifant en zeezoogdieren, hebben echter testikels, die in de lichaamsholte zijn verborgen. Daarom noemt men deze dieren ook testiconde zoogdieren.